# Neukamperfehn
Neukamperfehn ist eine Gemeinde im Landkreis Leer im zentralen Ostfriesland. Sie ist Teil der Samtgemeinde Hesel im Bundesland Niedersachsen. Die Gemeinde besteht seit der Gebietsreform 1973. Der Name des Orts ist ein Kunstwort und aus den Namen der beiden Ortsteile Stiekelkamperfehn und Neuefehn zusammengesetzt. Neukamperfehn hat nichts mit dem Friesoyther Ortsteil Kamperfehn zu tun.

## Geografie

### Lage
Neukamperfehn liegt im ehemaligen Moorgebiet in Zentralostfriesland. Im Norden grenzt Neukamperfehn an den Ort Timmel (Gemeinde Großefehn) im Landkreis Aurich, im Westen liegt Jheringsfehn (Gemeinde Moormerland), im Süden und Osten wird es von den Ortsteilen Stikelkamp und Beningafehn der Gemeinde Hesel umschlossen.

### Gemeindegliederung
Die Gemeinde setzt sich aus den Ortsteilen Neuefehn und Stiekelkamperfehn zusammen.

## Geschichte

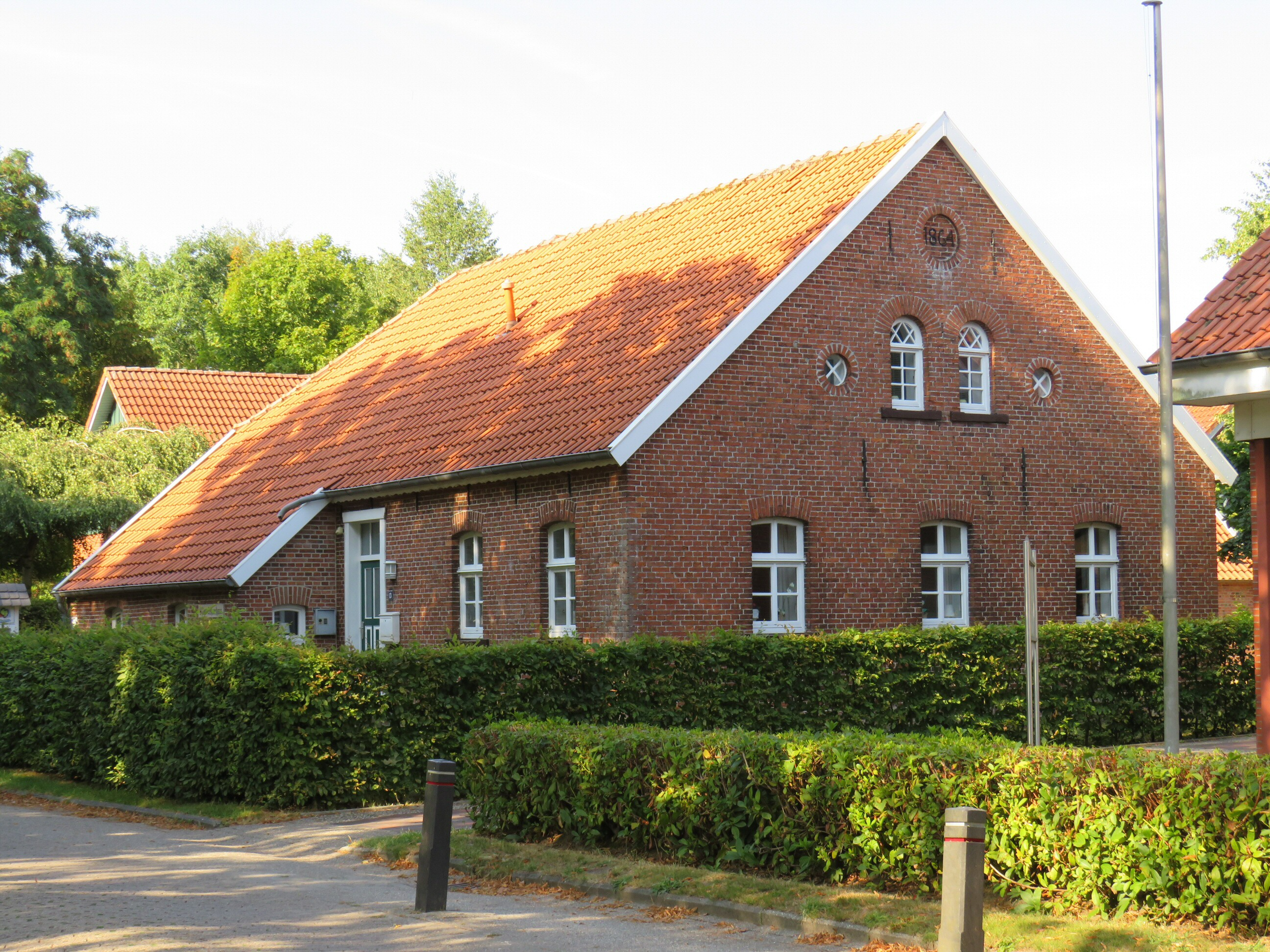
Altes Lehrerhaus in Stiekelkamperfehn, Schulstraße 13, gebaut 1864; heute als Dorfgemeinschaftshaus genutzt

Neukamperfehn entstand am 1. Januar 1973 im Zuge der niedersächsischen Gemeindereform, als die Orte Stiekelkamperfehn und das bis dahin im Landkreis Aurich (Ostfriesland) gelegene Neuefehn zu einer Gemeinde innerhalb der Samtgemeinde Hesel zusammengefasst wurden. Die Geschichte der beiden Dörfer reicht jedoch deutlich weiter zurück. Diese wurden beide als Fehnsiedlungen im Moor (niederdeutsch: Fehn) im Jahr 1660 gegründet und gehören damit zu den ältesten Fehndörfern Ostfrieslands. Den Fehn-Charakter erkennt man noch an zahlreichen Kanälen (Wieken), die den Ort durchziehen.
Neuefehn wurde 1660 von den Niederländern Albert und Cord Jobus gegründet und hieß zunächst Jobusfehn und später Neues Timmeler Fehn. Der Name wurde schließlich zu Neues Fehn bzw. Neuefehn verkürzt. Politisch gehörte Neuefehn bis 1973 zum Altkreis Aurich, kirchlich bis 1912 zur Kirchengemeinde Timmel.
Stiekelkamperfehn wurde 1660 vom benachbarten ehemaligen Johannitergut Stikelkamp aus gegründet und nach diesem benannt. Die Moorsiedlung fand 1734 als Stiekelkamper Vehn, 1848 auch als Stickelkamper Fehn Erwähnung. Im Jahr 1912 wurde die Kirchengemeinde Stiekelkamperfehn gegründet, die seitdem auch Neuefehn und Beningafehn umfasst. Doch erst im Jahr 1954 entstand ein eigenes Kirchengebäude und zum 50-jährigen Jubiläum des Kirchenbaus im Jahr 2004 erhielt die Gemeinde den Namen St. Nikolai.

## Politik

### Gemeinderat
Der Rat der Gemeinde Neukamperfehn besteht aus elf Ratsfrauen und Ratsherren. Dies ist die festgelegte Anzahl für die Mitgliedsgemeinde einer Samtgemeinde mit einer Einwohnerzahl zwischen 1001 und 2000 Einwohnern. Die elf Ratsmitglieder werden durch eine Kommunalwahl für jeweils fünf Jahre gewählt. Die aktuelle Amtszeit begann am 1. November 2021 und endet am 31. Oktober 2026.
Die letzte Kommunalwahl vom 12. September 2021 ergab das folgende Ergebnis:
| Partei    | Anteilige Stimmen | Anzahl Sitze |
| --------- | ----------------- | ------------ |
| SPD       | 55,67 %           | 6            |
| NWG       | 30,38 %           | 3            |
| Die Linke | 6,53 %            | 1            |
| FDP       | 6,53 %            | 1            |

Die Wahlbeteiligung bei der Kommunalwahl 2021 lag mit 56,64 % geringfügig unter dem niedersächsischen Durchschnitt von 57,1 %. Zum Vergleich: Bei der Kommunalwahl 2016 lag sie mit 51,6 % unter dem niedersächsischen Durchschnitt von 55,5 %. Und bei der vorherigen Kommunalwahl vom 11. September 2011 lag die Wahlbeteiligung bei 52,8 %.
Bei überkommunalen Wahlen ist Neukamperfehn traditionell eine SPD-Hochburg mit Ergebnissen jenseits der 50 Prozent.

### Bürgermeister
Die Bürgermeister der Mitgliedsgemeinden der Samtgemeinde Hesel werden nicht direkt gewählt, sondern von den Ratsmitgliedern in der konstituierenden Ratssitzung. Bürgermeister und ehrenamtlicher Gemeindedirektor ist Joachim Brahms von der SPD, stellvertretender Bürgermeister ist Niko Fecht von der NWG.

## Kultur und Sehenswürdigkeiten
Die Orte Beningafehn und Stikelkamp gehören zwar zur Gemeinde Hesel, bilden jedoch baulich und vom dörflichen Leben her eine Einheit mit Neukamperfehn. Dies gilt etwa für die evangelisch-lutherische Kirchengemeinde St. Nikolai, das Einzugsgebiet der örtlichen Grundschule, den Sportverein, die Freiwilligen Feuerwehr und andere Aktivitäten. Umgangssprache ist bei vielen Dorfbewohnern das ostfriesische Plattdeutsch.

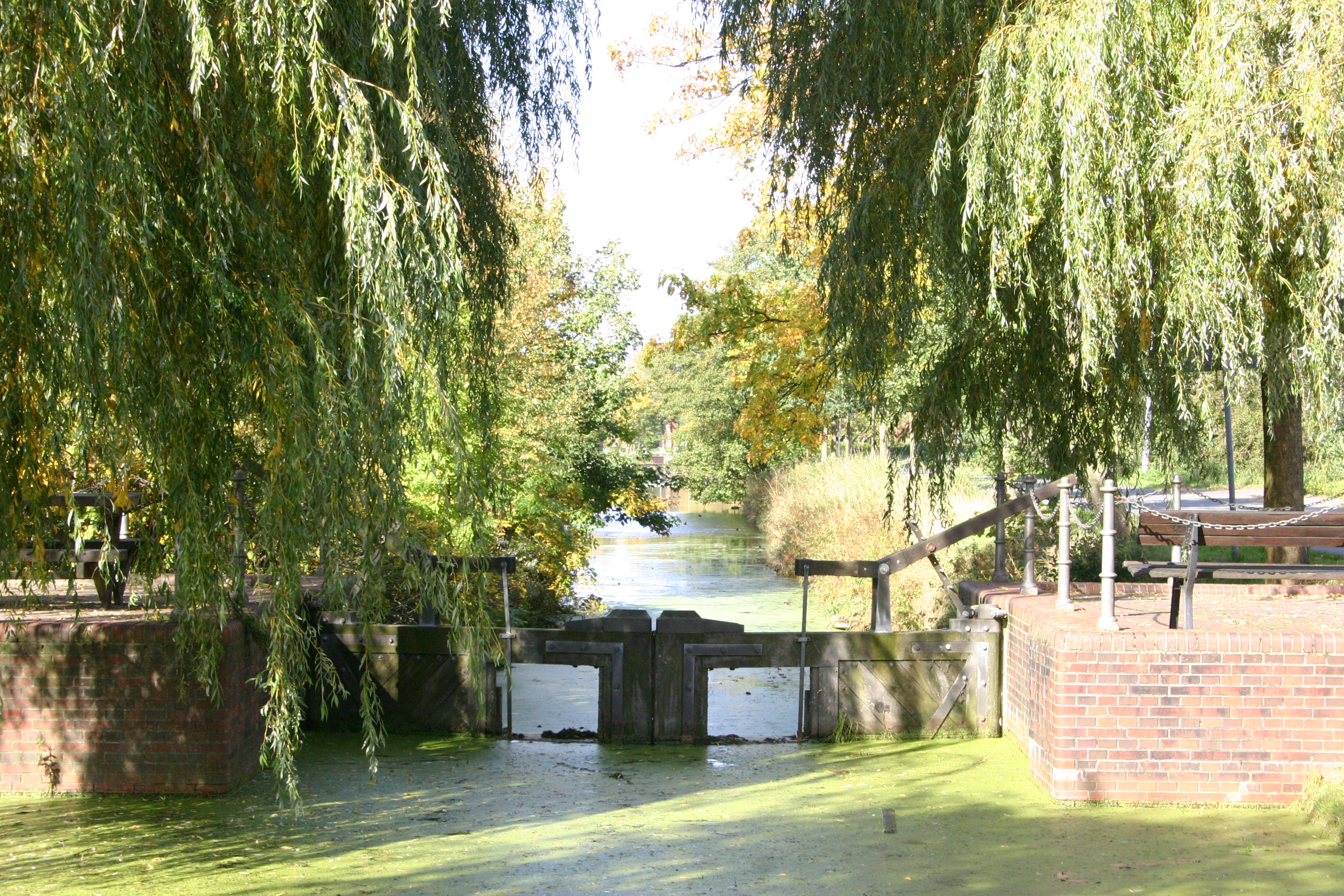
Neuefehnkanal mit Schleuse

Unmittelbar östlich des Ortes steht der Stikelkamper Wald, eine der seltenen Waldflächen in Ostfriesland. Dort sind etwa das Gut Stikelkamp und der Waldfriedhof der ehemaligen örtlichen Gutsfamilie Lantzius-Beninga zu finden. Der Ort selbst ist reich an der reizvollen Fehnlandschaft. Der Sauteler Kanal, im Ort als Randkanal bezeichnet, trennt über eine weite Strecke die Ortsteile Stiekelkamperfehn und Neuefehn. Auch ist in Neuefehn eine restaurierte Schleuse im Fehnkanal zu sehen. Eine Gruppe des Fehntjer Bürgervereins betreut das restaurierte Alte Lehrerhaus sowie die historische Gattersäge am Gut Stikelkamp.
Seit Mai 2010 findet jährlich das Pixxen Festival zugunsten des Vereins „Herzkinder OstFriesland“ mit mittlerweile über 4000 Besuchern auf dem Festplatz und dem Jugendfußballplatz statt. Außerdem feierte die Gemeinde im August 2010 mit einem Straßenfest den 350. Geburtstag der beiden Ortsteile unter dem Motto „350 Jahr Fehndörpen bi´t Gut Stikelkamp“.

## Wirtschaft und Infrastruktur
Neukamperfehn besitzt ein kleines Gewerbegebiet. Eine Nahversorgung ist wegen der geringen Größe der Gemeinde nur bedingt sichergestellt. Es gibt eine Fleischerei und eine Bäckerei, die nächsten Supermärkte befinden sich in Hesel und Moormerland. Daneben gibt es einige gastronomische Betriebe. In jüngerer Zeit setzt die Gemeinde immer mehr auf den Fremdenverkehr.
Im Januar 2018 wurden die Hebesätze der Grundsteuer erhöht, um in Zukunft die dringend nötigen Straßenerneuerungsarbeiten ohne Anliegerbeiträge finanzieren zu können. Dies ist in dieser Form in Niedersachsen bislang einmalig. Insgesamt sollen so bis 2038 elf gepflasterte Straßen auf einer Gesamtlänge von 8,5 Kilometern erneuert werden, die Bauarbeiten begannen im August 2018.
In den vergangenen Jahren wurden kleinere Neubaugebiete, wie z. B. der „Friesenweg“ und „Zum Kniepschloot“, realisiert, weitere zwischen Neue Straße und Lönsstraße sind in Planung.

## Verkehr
Bis zur Aufhebung des Personenverkehrs der Kleinbahn Leer–Aurich–Wittmund 1956 bestand unmittelbar östlich Stiekelkamperfehns, im benachbarten Heseler Ortsteil Stikelkamp, für die umliegenden Dörfer eine Bahnstation. Das alte Bahnhofsgebäude ist noch vorhanden. Es diente zwischenzeitlich dem örtlichen Sportverein und ist inzwischen das Wohngebäude einer größeren Landwirtschaft. Heute verkehrt ein Linienbus nach Leer, welcher hauptsächlich dem Schülertransport dient.

## Persönlichkeiten
- Uke Bosse (* 1976), Fernsehmoderator und Journalist, wuchs im Neukamperfehner Ortsteil Stiekelkamperfehn auf